# Evasio
Evasio  è un nome proprio di persona italiano maschile.

## Varianti
- Femminili: Evasia

### Varianti in altre lingue
- Greco antico: Evasiós[2]
- Latino: Evasius[1][2]
- Polacco: Ewazjusz
- Russo: Эвазий (Ėvazij)
- Tedesco: Evasius[3]
  - Femminili: Evasine[3]

## Origine e diffusione
Continua il nome tardo latino Evasius; secondo alcune fonti, esso è basato sul verbo evadere ("fuggire"), mentre secondo altre ha origini greche, forse dall'appellativo del dio Dioniso Euas, riferito alle esclamazioni di giubilo εὐαί (euai) o εὐάζω (euazo) gridate durante i riti dionisiaci.
È accentrato nel Piemonte e nella Lombardia.

## Onomastico
Generalmente, l'onomastico si festeggia il 1º dicembre in memoria di sant'Evasio, martire a Casale Monferrato e spesso considerato erroneamente vescovo di Asti; il vescovo di Asti è infatti un altro Evasio (a volte detto "Evasio II"), anch'egli detto santo da alcune fonti e come tale commemorato il 24 dicembre o il 1º novembre; un altro santo con questo nome, vescovo di Brescia, è infine ricordato il 2 dicembre.

## Persone
- Evasio, santo italiano
- Evasio, vescovo italiano
- Evasio Bosso, calciatore italiano
- Evasio Colli, arcivescovo cattolico italiano
- Evasio Lampiano, pilota automobilistico italiano
- Evasio Montanella, pittore italiano
- Evasio Muraro, cantautore italiano